# سوق بوعان (بني مطر)

تعديل مصدري - تعديل

سوق بوعان هي إحدى قرى عزلة الثلث بمديرية بني مطر التابعة لمحافظة صنعاء، بلغ تعداد سكانها 115 نسمة حسب تعداد اليمن لعام 2004.